# Península Ards
La península Ards (de l'irlandès: un Aird) és una península que es troba en el comtat de Down, Irlanda del Nord. Aquesta península separa el Llac Strangford del  Canal Nord del Mar d'Irlanda. En aquesta península es troben diversos pobles i ciutats. Entre elles: Newtownards, situada a l'extrem nord de la península, la qual és la ciutat més gran de la zona; Portaferry que es troba a l'extrem sud de la península; i la ciutat costanera de Donaghadee.

## Història
La península va ser coneguda antigament com «Les Ards», i va ser conquerida pels normands en el segle xii. Durant aquesta època, la família d'origen normand Savage va participar en la construcció d'una sèrie de castells i convents de la península.
Durant la Segona Guerra Mundial la Royal Air Force (Reial Força Aèria), va construir diverses pistes d'aterratge a la Península d'Ards, entre elles les de Ballyhalbert i la de Kirkistown. Aquestes dues es troben tancades avui dia, i a la de Kirkistown s'hi realitzen competicions de curses de cotxes i motos.